# Purwodadi (plaats in Purworejo)
Purwodadi is een bestuurslaag in het regentschap Purworejo van de provincie Midden-Java, Indonesië. Purwodadi telt 1902 inwoners (volkstelling 2010).